# Più bella di lei
Più bella di lei è il secondo album solista di Franco Serafini.

## Il disco
L'album contiene otto brani, composti dallo stesso Serafini con i testi di Oscar Avogadro. Tutte le parti musicali sono suonate dallo stesso autore, utilizzando ampiamente il Fairlight CMI oltre al pianoforte e la batteria.
Il brano di punta è Se fossi in California. Avrebbe dovuto intitolarsi Italia (testo di Claudio Ramponi), ma la casa discografica non ritenne opportuno pubblicare un brano con tale titolo nello stesso anno in cui Toto Cutugno aveva presentato con successo L'italiano al Festival di Sanremo, anche se di fatto sia l'album che il 45 giri vennero poi pubblicati solo l'anno seguente.

## Tracce
1. Se fossi in California (O.Avogadro-F.Serafini)
2. Parigi di mercoledì (O.Avogadro-F.Serafini)
3. Più bella di lei (O.Avogadro-F.Serafini)
4. Non cambi mai (O.Avogadro-F.Serafini)
5. Sombrero (O.Avogadro-F.Serafini)
6. Beverly Hills (O.Avogadro-F.Serafini)
7. Un'altra follia (O.Avogadro-F.Serafini)
8. Sotto Natale (O.Avogadro-F.Serafini)